# Notophthiracarus pullus
Notophthiracarus pullus är en kvalsterart som först beskrevs av Wojciech Niedbała 1989.  Notophthiracarus pullus ingår i släktet Notophthiracarus och familjen Phthiracaridae. Inga underarter finns listade i Catalogue of Life.